# Object (Hoorn)
Object is een artistiek kunstwerk op de rotonde in De Weel en de Middelweg in de Noord-Hollandse plaats Hoorn. Het kunstwerk is gemaakt door Cyril Lixenberg en werd in 2002 geplaatst. Vanwege materiaalkeuze en vormgeving kwamen van burgers zowel positieve als negatieve reacties.

## Vormgeving
Het kunstwerk staat vrijwel in het midden van de rotonde en doet dienst als object om het zicht van de weggebruikers enigszins te blokkeren. Het kunstwerk bestaat uit een vierkante plaat cortenstaal waar een cirkel uit is weggehaald. Door een schuine snede te maken, heeft de kunstenaar de bovenzijde gedeeltelijk los gemaakt en deze in het midden een hoek van 90 graden laten maken, waardoor een punt aan de bovenzijde een soort van poot vormt, waardoor de platte plaat driedimensionaal is geworden.

## Referentie
1. ↑  'Hoe langer het staat hoe mooier het wordt', Dagblad voor West-Friesland, 22 oktober 2002
2. 1 2  Kunst of bonk oud ijzer?, West-Fries Weekblad, 3 december 2002
3. ↑  Toch wel kunst!, West-Fries Weekblad, 10 december 2002
4. ↑  Rotondekunst deel 3, West-Fries Weekblad, 12 december 2002